# Desolation rose
Desolation rose is het twaalfde studioalbum van The Flower Kings. Het is een somber album geworden, waarin de ellende van de wereld naar voren komt. Oorlogen, al dan niet op religieuze basis, en milieuvervuiling spelen een hoofdrol. Het album is opgenomen in Varnhem. Het album verscheen in een aantal versies. De elpee-uitgave miste het nummer The final era.
Het album haalde een week notering op plaats 53 in de Nederlandse Album Top 100 in de week van 2 november 2013.

## Musici
- Roine Stolt – gitaar, zang en toetsinstrumenten
- Jonas Reingold – basgitaar, zang
- Tomas Bodin – toetsinstrumenten
- Hasse Fröberg – zang, gitaar
- Felix Lehrmann – slagwerk, percussie

Met
- The Mighty Choir: Michael Stolt, Declan Burke, Nad Sylvan, Andy Tillison, Edgel Grooves (senior en junior), Jonas Reingold, Daniel Gordon, Hasse Fröberg, Roine Stolt op Silent Graveyards

## Muziek
| Nr. | Titel                           | Duur  |
| --- | ------------------------------- | ----- |
| 1.  | Tower one (Stolt)               | 13:37 |
| 2.  | Sleeping bones (TFK)            | 4:16  |
| 3.  | Desolation Road (Stolt)         | 4:00  |
| 4.  | White tuxedos (Stolt, Reingold) | 6:30  |
| 5.  | The resurrected Judas (TFK)     | 8:24  |
| 6.  | The silent masses (Stolt)       | 6;17  |
| 7.  | Last carnivore (Stolt)          | 4:22  |
| 8.  | Dark fascist skies (TFK)        | 6:05  |
| 9.  | Blood of Eden (Stolt)           | 3:12  |
| 10. | Silent graveyards (Stolt)       | 2:52  |

| Nr. | Titel                    | Duur |
| --- | ------------------------ | ---- |
| 1.  | Runaway train            | 4:40 |
| 2.  | Interstellar visitations | 8:23 |
| 3.  | Lazy monkey              | 2:23 |
| 4.  | Psalm 2013               | 2:08 |
| 5.  | The waiting wall         | 3:18 |
| 6.  | Badbeats                 | 5:22 |
| 7.  | Burnings spears          | 3:13 |
| 8.  | The finale era           | 2:57 |

In White tuxedos is een toespraak verwerkt van Richard Nixon ten tijde van de Vietnamoorlog. In Blood of Eden zijn de herkenningstonen te horen uit Close Encounters of the Third Kind.